# Friedrich von Senden
Friedrich Freiherr von Senden (* 19. März 1942 in Birkenwerder) ist ein deutscher Generalmajor außer Dienst des Heeres der Bundeswehr.

## Leben
Von Senden entstammt dem Geschlecht der Schuler von Senden, einer Familie preußischer Offiziere, Beamter, Juristen und Gutsbesitzer. Seine Eltern waren der Rechtsanwalt und Major der Reserve Eberhard von Senden (1893–1945) und dessen zweite Ehefrau Rose-Lene, geb. von Freier (1904–2001). Er hat drei ältere Geschwister sowie einen Drillingsbruder und eine Drillingsschwester.
Von Senden trat nach dem Abitur als Offizieranwärter der Panzertruppe beim Panzerbataillon 84 in Lüneburg in den Dienst der Bundeswehr. Nach seiner Ausbildung zum Offizier wurde er von 1966 bis 1975 als Zugführer, S2/S1-Offizier und Kompaniechef in den Panzerbataillonen 84 und 83 eingesetzt. In diesem Zeitraum wurde er für ein Jahr als Hörsaalleiter zur Kampftruppenschule III in Munster kommandiert.
Von Senden absolvierte von 1975 bis 1977 den 18. Generalstabslehrgang Heer an der Führungsakademie der Bundeswehr in Hamburg, wo er zum Offizier im Generalstabsdienst ausgebildet wurde. Anschließend war von Senden von 1978 bis Februar 1979 Sekretär des Ausschusses für Abrüstung und Rüstungskontrolle des Deutschen Bundestages und von März 1979 bis Februar 1981 G3 und Chef des Stabes der Panzerbrigade 33 in Celle. Daran schloss sich ein Studium am Armed Forces Staff College in Norfolk (Virginia) an, das er 1982 „mit Auszeichnung“ abschloss.
Nach erneutem Truppenkommando von 1982 bis 1984 als Oberstleutnant und Kommandeur des Panzerbataillons 283 in Münsingen wechselte von Senden als Referent FüS III 5 in den Führungsstab der Streitkräfte. Von 1986 bis 1988 Abteilungsleiter G3 und stv. Chef des Stabes für Führung, Operationsplanung und Ausbildung im I. Korps in Münster, wurde er 1988 Leiter Taktikzentrum des Heeres in Hannover.
Vom 19. März 1990 bis 31. März 1991 war er als Oberst i. G. Verbindungsoffizier des BMVg und Adjutant des Bundespräsidenten Richard von Weizsäcker,  anschließend bis 1993 erster Kommandeur der neu errichteten Heimatschutzbrigade 42 in Potsdam (ab 1994: Panzerbrigade 42 „Brandenburg“).
Inzwischen zum Brigadegeneral befördert, wurde er am 1. Oktober 1993 Kommandeur der Offizierschule des Heeres in Hannover. In dieser Funktion war er verantwortlich für die Ausplanung und Infrastrukturmaßnahmen zur Verlegung der Offizierschule von Hannover nach Dresden. Er gab der Offizierschule des Heeres den Wappenspruch „In Freiheit Dienen“. Im Dezember 1995 erhielt er als stellvertretender Kommandeur der Multinational Division Central (Airmobile) in Rheindahlen erneut ein Truppenkommando und wurde anschließend zum 1. Mai 1999 mit der Führung der Korpstruppen des IV. Korps in Geltow beauftragt.
Vom November 1999 bis Mai 2000 folgte eine Einsatzverwendung als Chief Joint Implementation Commission im Hauptquartier KFOR 2 in Pristina. Anschließend wurde von Senden als stellvertretender Kommandierender General und Kommandeur der Korpstruppen IV. Korps erneut nach Geltow versetzt und zum Generalmajor befördert.
Von 27. März 2001 bis September 2002 war er stellvertretender Befehlshaber des Heeresführungskommandos und Kommandeur der Truppen Oberste Bundeswehrführung und Heeresführungstruppen beim Bundesministerium der Verteidigung.
Am 12. September 2002 wurde von Senden in der Koblenzer Falckenstein-Kaserne mit einem feierlichen Appell durch den Befehlshaber des Heeresführungskommandos, Generalleutnant Axel Bürgener, zum 30. September 2002 in den Ruhestand verabschiedet.
Im Ruhestand verfasste Freiherr von Senden eine umfangreiche Familiengeschichte und die überarbeiteten Kriegserinnerungen seines Vaters aus dem Ersten Weltkrieg.

## Auszeichnungen
- Verdienstkreuz am Bande der Bundesrepublik Deutschland
- Ehrenkreuz der Bundeswehr in Gold
- Einsatzmedaille der Bundeswehr (KFOR)
- Nato-Medal for Service on Operation (Kosovo)
- Einsatzmedaille Fluthilfe 2002 der Bundesrepublik Deutschland
- Kommandeur des portugiesischen Ordens für Verdienst[7]
- Komturkreuz des Verdienstordens der Republik Tunesien
- Verdienstkreuz I. Klasse des Verdienstordens „Naim Frashëri“ der Republik Albanien
- Von Senden ist Rechtsritter des Johanniterordens.

## Schriften
- Friedrich Frhr. v. Senden: Geschichte der Freiherrn von Senden und Freiherrn Schuler von Senden, 2., überarbeitete Auflage, Pro Business, Berlin 2010 (BoD), ISBN 9783868056280
- Eberhard Frhr. v. Senden †,  Friedrich Frhr. v. Senden (Sohn): Der Erste Weltkrieg 1914–1918. Erlebnisse eines jungen Leutnants. Ostfront – Patrouillen an der Spitze im Bewegungskrieg. Westfront – Kämpfen, Durchhalten, Überleben im Stellungskrieg., 2., überarbeitete Auflage, Carola Hartman Miles Verlag, Berlin 2020. ISBN 978-3-96776-001-9